# 允祐
淳度亲王允祐（穆麟德轉寫：yūn io；1680年8月19日—1730年5月18日），原名胤祐，清朝康熙帝第七子，后被封为淳親王。
胤祐之生母成妃戴佳氏為滿洲鑲黃旗人，司庫卓奇之女。康熙十九年七月廿五出生，右腿有殘疾，由惠妃葉赫那拉氏代為抚养。聖祖於允祐幼年時就考慮將其過繼給純靖親王隆禧為嗣。因此，宫内每年每月的祭神都没有允祐之名，不由内廷负责祭神，从已经公布的宫分档案上来看，当时的阿哥常称為某宫阿哥或某所阿哥，允祐却一直被称為七阿哥，似乎说明他并不居住在内廷。世宗在位期間曾參照這個例子，想要他的幼弟中選擇其中一人封為郡王以繼恭親王之後。
康熙三十七年封為貝勒，康熙四十八年三月晉為淳郡王，雍正元年（1723年）四月晉為淳親王，雍正八年（1730年）四月初二日去世，享年五十一歲，謚曰「度」。允祐有七个儿子，第六子弘暻在其死后袭爵。
允祐府邸旧址位于今公安部大院内。

## 生平
以下資料出自各朝《實錄》：
- 康熙二十六年（1687年）：該年八月三日（9月9日），虛歲8歲的皇七子允祐，與父親康熙帝與一眾兄弟，一同巡幸塞外。皇帝皇子一行人而後駐蹕在密雲縣河漕莊（今北京市密雲區），科爾沁多羅扎薩克圖郡王鄂齊爾前來朝見。

- 康熙三十年（1691年）：該年閏七月二十二日（9月14日），虛歲12歲的皇七子允祐，再次和父親與兄弟們一同巡幸塞外。一行人隨後駐蹕在湯泉行宮（今河北省承德市承德縣頭溝鎮湯泉村）。

- 康熙三十一年（1692年）：該年七月二十八日（9月8日），虛歲13歲的皇七子允祐，和父親與兄弟們一同巡幸塞外。一行人隨後駐蹕在湯泉行宮。

- 康熙三十二年（1693年）：該年二月十六日（3月22日），虛歲14歲的皇七子允祐，和父親與兄弟們一同巡幸畿甸。（指京城地區，泛指京城郊外的地方[2]）一行人隨後駐蹕在南苑。八月十二日（9月11日），和父親與兄弟們一同巡幸塞外。一行人隨後駐蹕在湯泉行宮。

- 康熙三十三年（1694年）：該年七月二十四日（9月13日），虛歲15歲的皇七子允祐，和父親與兄弟們一同巡幸邊塞。一行人隨後駐蹕三家店行宮（北京市門頭溝區龍泉地區三家店村）。

- 康熙三十四年（1695年）：該年八月三日（9月10日），虛歲16歲的皇七子允祐，和父親與兄弟們一同巡幸塞外。一行人隨後駐蹕三家店行宮。

- 康熙三十五年（1696年）：該年正月二十八日（3月1日），因為康熙皇帝要親征噶爾丹，虛歲17歲的皇七子允祐，便與即將出征的父親及兄弟們一同前往拜謁暫安奉殿、清孝陵，一行人駐蹕在夏店。而後二月二十日的戰前準備上允祐被任命與都統杜思噶爾、副都統達禮善、內大臣額駙尚之隆、督捕右理事官溫達一同在鑲黃旗大營內效力。隨後大軍便北上與準噶爾汗國爆發激戰，清軍大勝，大破噶爾丹所部，史稱「昭莫多之戰」

- 康熙三十六年（1697年）：該年十月二十一日（12月4日），虛歲18歲的皇七子允祐，和父親與大哥皇長子允禔一同前往拜謁清孝陵，一行人駐蹕在夏店。

- 康熙三十七年（1698年）：該年三月二日（4月12日），虛歲19歲的皇七子允祐，與眾兄弟一起被康熙賜予爵位，其中大哥允禔為多羅直郡王、三哥允祉為多羅誠郡王、而允祐本人則與四哥胤禛、五哥允祺、八弟允禩一同被封為了多羅貝勒。七月二十九日（9月3日），孝惠皇太后下詣旨，要拜謁盛京陵，康熙帝便讓多羅直郡王允禔、多羅誠郡王允祉、多羅貝勒允祺、多羅貝勒允祜、皇九子允禟、皇十子允䄉、皇十三子允祥隨駕，一行人駐蹕在三家店行宮。

- 康熙三十八年（1699年）：該年二月三日（3月4日），虛歲20歲的貝勒允祐，和父親與兄弟們以及太后一同南巡，閱視河工。自大通橋登舟，而後御舟泊近嶺地方。閏七月十七日（9月10日），和父親與兄弟們一同巡幸塞外。一行人隨後駐蹕三家店行宮。九月二十三日（11月14日），康熙帝聽聞大學士阿蘭泰病重，考慮到其効力年久，品行清純，辦事敬謹。因此先遣皇長子允禔前往探視，而後康熙甚至想親自前往探視，但是當允禔回來奏報時，便提到阿蘭泰已經病重昏迷了，隨後便溘然長逝。康熙深用震悼，隨後便遣皇子允禔等，往視含殮。雖說大臣病故，並無輟朝的先例，但是康熙還是特別停止辦事一日，派遣一等侍衛馬武同內大臣一員、侍衛十員、往奠茶酒。並且賜予鞍馬四匹、銀二千兩。並安排在發引（即出殯）時，皇子允禔、允祐、乾清門侍衛十員、并五班侍衛、往送。

## 妻妾
- 嫡福晉哈達那拉氏，副都統法喀之女，都統噶爾漢之孫女，輕車都尉兵部尚書噶達渾之曾孫女。根據康熙四十五年的《玉牒》記載，第七子多羅貝勒胤祐位下已有嫡妃納喇氏。
- 側福晉納喇氏，六品牧長韓楚翰之女。根據康熙四十五年的《玉牒》記載，胤祐位下已有六品阿敦大韓禇翰之女庶妃納喇氏。
- 側福晉巴爾達氏，管領噶爾賽之女。
- 庶妃李佳氏，李聯科之女。根據康熙四十五年的《玉牒》記載，第七子多羅貝勒胤祐位下已有庶妃李氏。
- 庶妃伊爾根覺羅氏，參領伯霸之女。根據康熙四十五年的《玉牒》記載，胤祐位下已有內府參領白霸之女庶妃伊爾根覺羅氏。
- 庶妃富察氏，西特庫之女。
- 庶妃陳氏，管領薩哈塔之女。

## 子女
- 第一女郡主，康熙三十五年丙子十一月二十三日酉時生，母為側福晉納喇氏韓楚翰之女；康熙五十二年癸巳十二月，嫁奈曼博爾濟吉特氏鐸羅達爾漢郡王推忠；郡主康熙五十九年庚子十二月卒，年二十五歲。
- 第一子已革親王世子弘曙（1697-1738）淳度亲王爱新觉罗胤祐长子，母侧福晋纳喇氏。康熙三十六年十二月初十日生，雍正元年（公元1723年）封世子，雍正五年（公元1727年）因事革爵。乾隆三年三月三十日卒，年四十一岁。嫡妻博爾濟吉特氏，侍郎羅詹之女；妾金氏，管領佛保之女；妾王氏，八品牧長王朝用之女；妾傅氏，八品管傅鐧之女。四子：長子未有名，次子永安，三子永敦，四子永盛。
- 第二女郡主，康熙三十八年己卯八月十四日申時生，母為側福晉納喇氏韓楚翰之女，與第一女同母；康熙五十六年丁酉八月，嫁敖漢鐸氏三等台吉多爾濟拉氏；郡主雍正十年壬子十二月初十日卒，年三十四歲。
- 第三女，康熙三十八年己卯九月二十八日午時生，母為嫡福晉納喇氏法喀之女；女康熙四十一年壬午閏六月卒，年四歲。
- 第二子輔國將軍弘晫（1700-1743），淳度亲王爱新觉罗胤祐次子，母侧福晋纳喇氏。康熙三十九年十月十六日生，乾隆八年（公元1743年）封辅国将军。乾隆八年九月初四日卒，年四十四岁。嫡妻伊爾根覺羅氏，員外郎薩哈岱之女；妾金氏，管領佛保之女；妾趙氏，管領黑格之女；妾沈氏，沈三元之女。四子：長子額爾欽，次子三等侍衛、奉國將軍永玒，三子三等侍衛、奉恩將軍永莊（后代有同治庚午舉人宗室溥春，其妻尚佳氏属内务府正白旗汉军尚大德家族（家族有尚佳氏封道光帝之豫嬪、道光十八年（1838）戊戌进士延恒）），四子額騰。
- 第四女，康熙三十九年庚辰十二月十六日寅時生，母為庶福晉李氏李聯科之女；女康熙四十八年己丑五月卒，年十歲。
- 第五女郡主，康熙四十年辛巳八月十七日申時生，母為嫡福晉納喇氏法喀之女，與第三女同母；康熙五十七年戊戌九月，加溫都氏保進之；郡主雍正七年己酉十一月十一日卒，年二十九歲。
- 第三子未有名，康熙四十一年壬午五月初五日戌時生，母庶福晉伊爾根覺羅氏，包衣、參領伯霸之女；康熙四十二年癸未二月二十三日辰時卒，年二歲。
- 第四子弘昕，康熙四十一年壬午五月初八日巳時生，母側福晉納喇氏，六品牧長韓楚翰之女；康熙五十一年壬辰八月初十日未時卒，年十一歲。
- 第五子未有名，康熙四十四年乙酉閏四月二十日午時生，母庶福晉李佳氏，李聯科之女；康熙四十八年己丑七月十四日巳時卒，年五歲。
- 第六女，康熙四十八年己丑五月二十三日午時生，母為庶福晉伊爾根覺羅氏巴撥之女；女康熙四十九年庚寅四月卒，年二歲。
- 第七女郡主，康熙四十九年庚寅十月初八日戌時生，母為庶福晉李佳氏，李聯科之女，與第四女同母；雍正九年辛亥八月，嫁科爾沁博爾濟吉特氏二等台吉色卜騰多爾濟；郡主乾隆七年壬戌九月二十日辰時卒，年三十三歲。
- 第六子多羅淳郡王弘暻，康熙五十年辛卯七月十一日戌時生，母側福晉巴爾達氏，管領噶爾賽之女；乾隆四十二年丁酉七月十三日亥時薨，年六十七歲。嫡福晉伊爾根覺羅氏，給事中宜可善之女；側福晉富察氏，圖什巴之女；側福晉鄧氏，鄧文錦之女；側福晉顏氏，常福之女；庶福晉雷氏，佐領雷世俊之女；庶福晉納喇氏，薩爾圖之女；庶福晉張氏，張常勝之女；庶福晉扎庫塔氏，護軍校張忠之女；妾郭氏，郭住之女；妾楊氏，德明之女。八子：長子永播，次子永耀，三子永協，四子永恰（出繼），五子永卓，六子永廣，七子未有名，八子多羅貝勒永均。
- 第七子奉國將軍弘泰（1720-1757）淳度亲王爱新觉罗胤祐七子，母庶福晋陈氏。康熙五十九年六月十八日生，乾隆八年（公元1743年）封三等奉国将军，乾隆二十二年六月十三日卒，年三十八岁。嫡妻巴雅拉氏，輕車都尉豪山之女；妾張氏，張志凌之女；妾侯氏，六格之女。二子：長子永藻，次子（承繼子）永恰。
- 第八女，康熙五十九年庚子十月二十二日寅時生，母為庶福晉陳氏四十九之女；女雍正元年癸卯六月卒，年三歲。
- 第九女縣主，雍正四年丙午八月初八日亥時生，母為庶福晉富察氏西特庫之女；乾隆六年辛酉十二月，嫁喀爾沁烏郎阿濟爾莫氏瑚圖凌阿；縣主乾隆十年乙丑十月十八日卯時卒，年二十歲。
- 第十女，雍正六年戊申十一月十四日丑時生，母為庶福晉富察氏西特庫之女，與第九女同母；女雍正八年庚戌某月十一日卯時卒，年三歲。

## 延伸阅读
[在维基数据编辑]
 《清史稿/卷220》，出自趙爾巽《清史稿》